# Antonio de San José
Antonio de San José Pontones (Liérganes, 1710-Monasterio de la Mejorada, Olmedo, 1774) fue un monje jerónimo y arquitecto español. Su nombre anterior a la entrada en la Orden (8 de septiembre de 1744) era Pedro Antonio de Pontones Lomba.

## Biografía
Su estilo arquitectónico corresponde al barroco tardío, aunque se ha calificado de alternativa entre clasicismo español, barroco italiano e ingeniería francesa.
Intervino en 171 edificios, con más de 50 trazas documentadas.
Sus principales obras fueron en monasterios jerónimos: el Monasterio de los Jerónimos de San Pedro de la Ñora (Guadalupe, Murcia), llamado El Escorial murciano, el Real Monasterio de la Mejorada (Olmedo, Valladolid), el Monasterio de San Lorenzo de El Escorial y el Monasterio de Nuestra Señora del Prado (Valladolid).
Fuera del entorno monástico estuvieron sus intervenciones en la Sacristía Mayor de la Catedral de Burgos, la reforma de la Iglesia Arciprestal de Santa María del Salvador (Chinchilla de Montearagón) y el Camarín de la Virgen de la Vega de Alcazarén (Valladolid). También asesoró en la reforma de la Catedral de Murcia.
El Consejo de Castilla le encargó diversos dictámenes sobre cuestiones de ingeniería de puentes y caminos.
Escribió un Arte de molineros o Tesoro Económico para La Mejorada y una Architectura Hydráulica en las fábricas de puentes. Méthodo de proyectarlos y repararlos. Instrucción a los maestros de cuanto conviene saber para executar esta calidad de obras (1759-1768).